# Klementowice

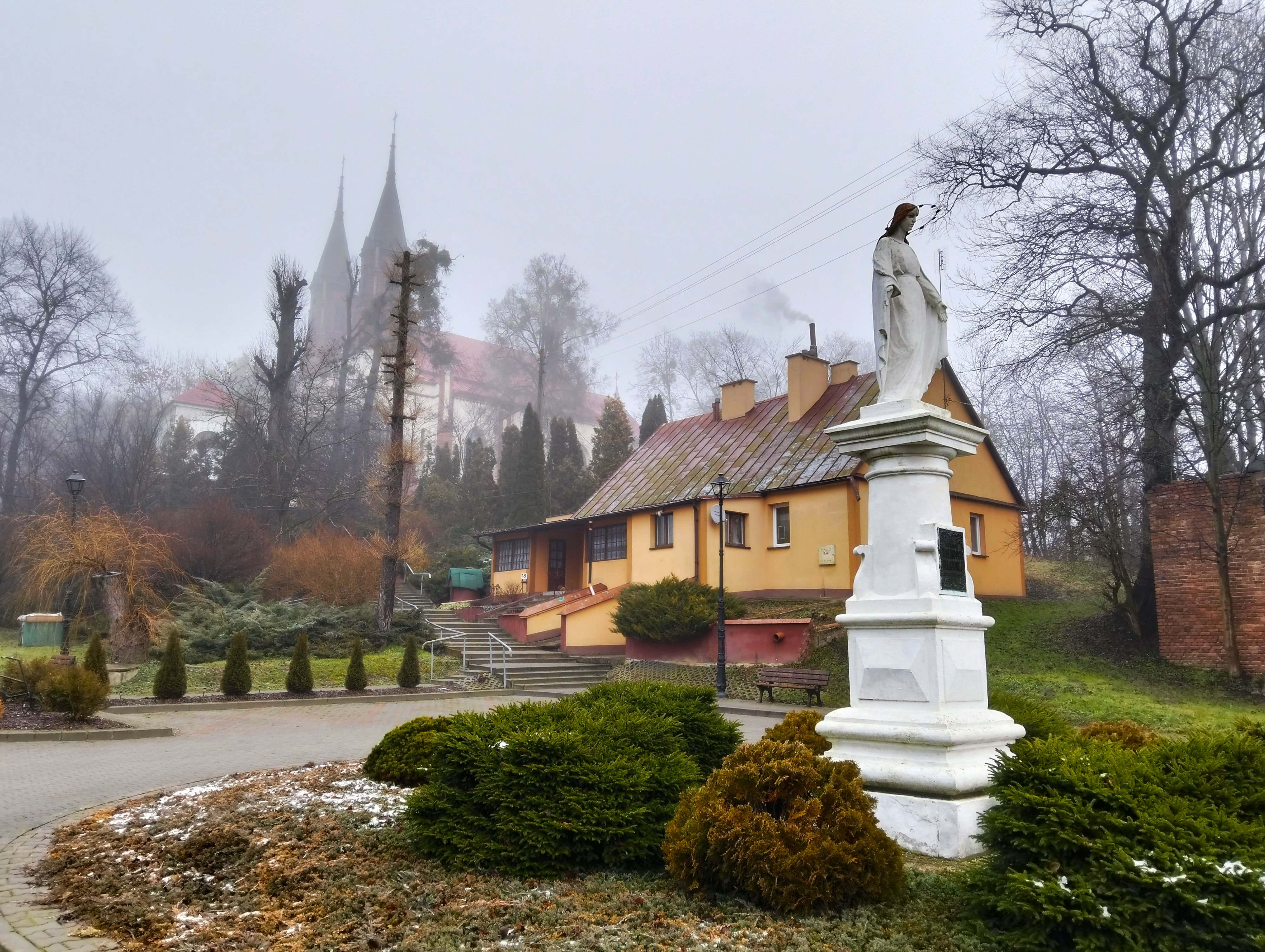
Fragment wsi

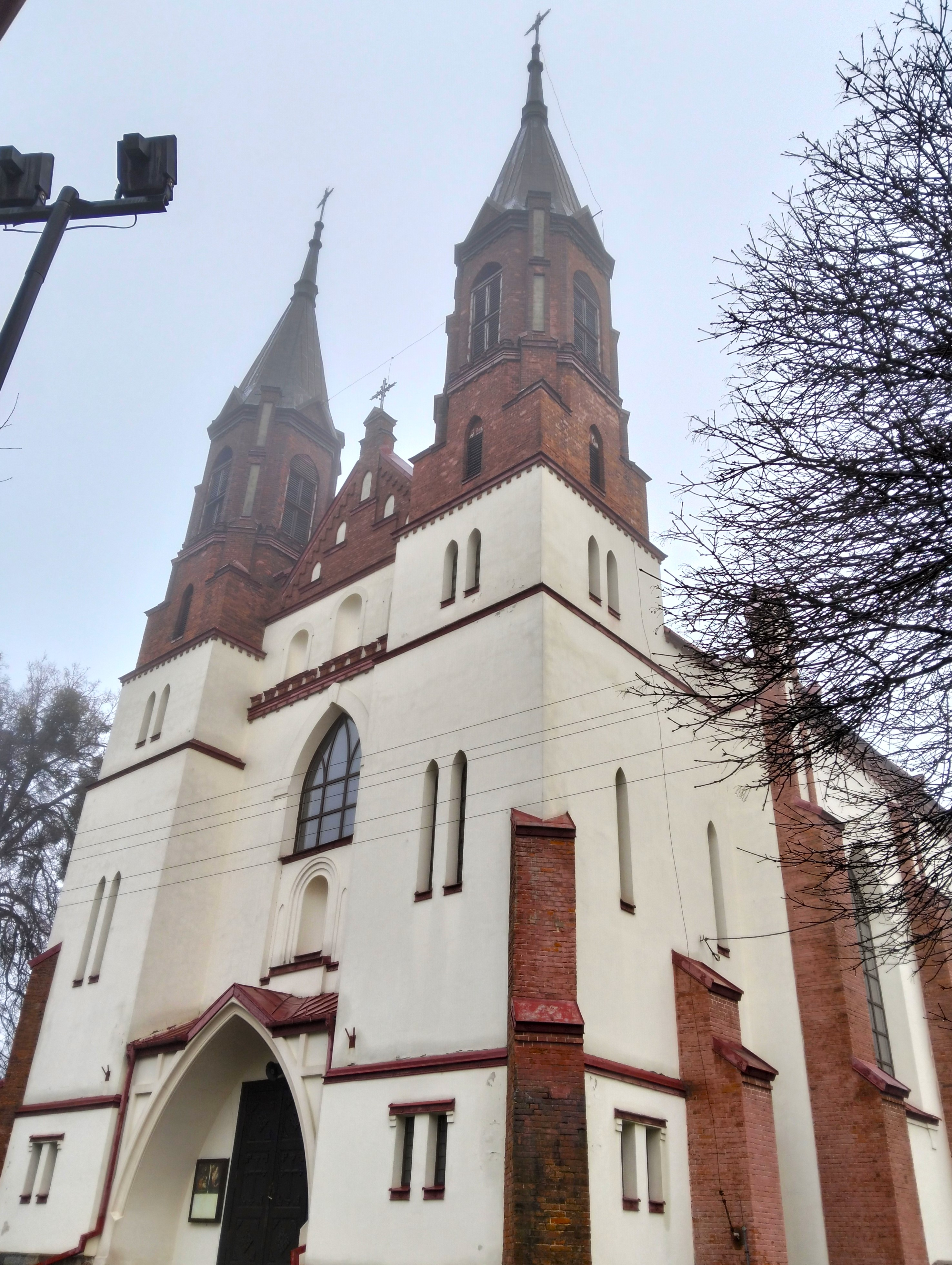
Kościół w Klementowicach

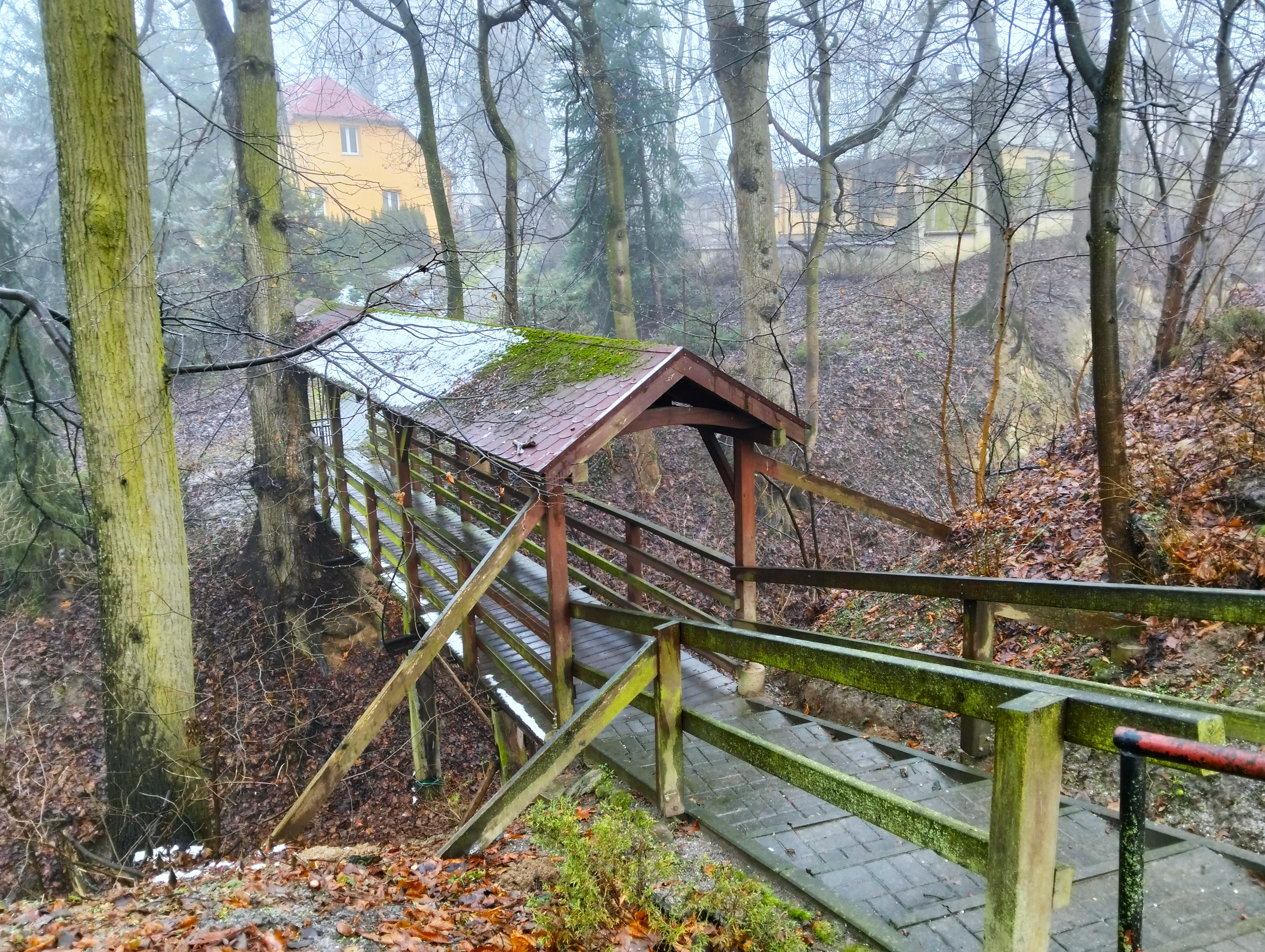
Kryty most drewniany

Klementowice – wieś w Polsce położona w województwie lubelskim, w powiecie puławskim, w gminie Kurów.
Wieś została założona przez Klemensa herbu Szreniawa pod koniec XIV wieku. Wieś szlachecka położona była w drugiej połowie XVI wieku w powiecie lubelskim województwa lubelskiego. Z liczbą prawie 1400 mieszkańców jest drugą miejscowością w gminie. Jej powierzchnia wynosi 18,6 km² (1. miejsce). Przez wieś przepływa prawy dopływ Kurówki – Struga Kurów (Garbówka). Miejscowość leży przy linii kolejowej nr 7. Jej część należy do Kazimierskiego Parku Krajobrazowego.
W Klementowicach znajduje się pomnik przyrody, stary dąb. Według legendy miał przy nim odpoczywać Napoleon, wraz ze swoimi wojskami, powracając z Rosji.
W latach 1954–1972 wieś należała i była siedzibą władz gromady Klementowice. W latach 1975–1998 miejscowość administracyjnie należała do ówczesnego województwa lubelskiego.
Wieś stanowi sołectwo gminy Kurów. Według Narodowego Spisu Powszechnego z roku 2011 wieś liczyła 1353 mieszkańców. Wieś podzielona jest na kilka przysiółków (m.in. kolonia Pod Dębem i kolonia Różana) i część główną.
Wieś jest siedzibą rzymskokatolickiej parafii Parafia św. Klemensa i św. Małgorzaty w Klementowicach.

## Pradzieje Klementowic
Najstarsze odkryte ślady osadnictwa z terenu Klementowic pochodzą sprzed blisko 15 000 lat. U schyłku epoki lodowej ten obszar zamieszkiwali wędrowni łowcy reniferów, związani z kulturą archeologiczną nazwaną kulturą magdaleńską. Jest to najdalej wysunięty w kierunku północno-wschodnim punkt osadnictwa tej kultury w Europie. Podczas badań przeprowadzonych przez Katedrę Archeologii UMCS w 1981 i 1982 roku odkryto ponad 7000 zabytków. Z przyczyn niezależnych od archeologów badania wykopaliskowe przedwcześnie przerwano. W 2007 roku eksplorację wznowiono. Podczas badań w latach 2007–2011 odkryto w sumie ponad 50 000 zabytków, głównie krzemiennych i kamiennych. W 2010 roku dokonano rzadkiego odkrycia na tego typu stanowiskach archeologicznych, mianowicie odkryto kości fauny plejstoceńskiej; kości długie i zęby końskie Equus ferus.
Na obszarze Klementowic wyodrębniono także; osadę neolitycznej kultury malickiej, znaleziska wiązane z kulturą lubelsko-wołyńską, cmentarzyska: kultury amfor kulistych datowane na ok. 2490-2225 p.n.e. oraz kultury pucharów lejkowatych.
Spośród kultur Epoki brązu odkryto w Klementowicach podczas badań powierzchniowych: ślady kultury trzcinieckiej i kultury łużyckiej.

## Historia Klementowic
Wieś założył w XIV wieku Klemens Kurowski herbu Szreniawa. W 1418 roku Piotr Kurowski właściciel Klementowic, Bochotnicy, i Płonek założył parafię, oraz zbudował drewniany kościół. Świątynia parafialna została w późniejszym czasie zniszczona przez protestantów. W drugiej połowie XVII wieku, we wsi stanął ufundowany przez Adama Kotowskiego kościół modrzewiowy, zaprojektowany przez Tylmana z Gameren. Na przełomie XVIII i XIX wieku właścicielem miejscowości był Ignacy Potocki, a w latach 1819–1863 kasztelan Leon Dembowski, ojciec Edwarda Dembowskiego. Podczas powstania styczniowego w 1863 roku w Klementowicach przygotowywał się do walki oddział Aleksandra Grzymały, który następnie brał udział w zwycięskiej bitwie pod Żyrzynem.
Obecny kościół parafialny pod wezwaniem św. Klemensa i św. Małgorzaty, zbudowano w latach 1914–1927, zgodnie z projektem Władysława Łaszkiewicza. Z poprzedniego, modrzewiowego kościoła zachowano tam ołtarze, ambonę i chrzcielnicę projektu Tylmana z Gameren.

## Postacie związane z Klementowicami
- Klemens Kurowski herbu Szreniawa (1340–1405) – szlachcic i senator, założyciel Klementowic.
- Leon Dembowski (1789–1878) – polityk, minister skarbu Rządu Narodowego Królestwa Polskiego w okresie powstania listopadowego.
- Edward Dembowski (1822–1846) – działacz polskiej lewicy niepodległościowej, krytyk literacki, filozof, jeden z organizatorów powstania krakowskiego.
- Tadeusz Jeżyna (1920–1944) – żołnierz Batalionów Chłopskich, członek Komendy Okręgu Lublin tej organizacji.
- Ignacy Potocki (1750–1809) – jeden z twórców Konstytucji 3 maja, działacz Komisji Edukacji Narodowej.
- Dr hab. prof. h.c. Tadeusz Wijaszka, prof. nadzw. – dyrektor Państwowego Instytutu Weterynaryjnego.
- Julian Chabros (1912–1943) – żołnierz Batalionów Chłopskich, członek Komendy Okręgu Lublin tej organizacji.
- Ignacy Pardyka (1950–2019) – wojewoda kielecki.

## Oświata
- Zespół Placówek Oświatowych (przedszkole, Szkoła Podstawowa im. Stanisława Rzepeckiego)
- Zespół Szkół Agrobiznesu w Klementowicach im. Macieja Rataja (gimnazjum, technikum agrobiznesu, liceum ogólnokształcące, technikum uzupełniające)